# Colonia di Plaisance
La Colonia di Plaisance è stata una colonia francese dell'Isola di Terranova. Nel Seicento Terranova era contesa dal regno di Francia e dal regno d'Inghilterra. Con il Trattato di Utrecht tutta l'isola di Terranova passò in mani inglesi.

## L'isola di Terranova
Già dalla fine del Quattrocento l'isola di Terranova era una base per i pescatori baschi e bretoni di merluzzo. Al ritorno dal suo secondo viaggio in Nordamerica del 1536 Jacques Cartier sbarcò nell'arcipelago di Saint-Pierre e Miquelon con due navi, la Grande Hermine e l'Émérillon. Si fermò per sei giorni e notò la presenza di pescherecci francesi e inglesi. Cartier approfittò del soggiorno in Terranova per prendere possesso dell'isola in nome di re Francesco I. A metà Cinquecento dai porti francesi partivano per Terranova moltissime navi. 
Nel 1583 sir Humphrey Gilbert prese possesso dell'isola di Newfoundland a nome della regina Elisabetta I d'Inghilterra. La maggior parte delle potenze europee, compresa la Francia, non vollero riconoscere la presa da parte dell'Inghilterra, tuttavia non impedì che gli inglesi si insediassero nell'isola.
Nel 1610, John Guy, un mercante inglese di Bristol, fondò la prima colonia permanente a Terranova. Nel frattempo i francesi si stabilirono nell'isola per sfruttare le risorse marine. Nel 1655 i francesi erano insediati nella parte meridionale ed occidentale dell'isola e avevano fondato Plaisance, che divenne uno dei porti più importanti della Nuova Francia.

## La colonia
Per oltre sessanta anni l'isola di Terranova fu divisa dalla Francia, a sud, e dall'Inghilterra, a nord. Il nome di «Plaisance» venne dato dai pescatori baschi in ricordo della città di Plasencia. La parte francese dell'isola prese il nome di Colonia di Plaisance, mentre quella inglese Colony of Newfoundland o Colony of Saint John.
Dal 1655 Plaisance ebbe un suo governatore nominato da Versailles; il primo fu Nicolas Gargot de La Rochette, il quale ottenne un feudo ereditario. Nel 1662 Plaisance passò sotto diretto controllo reale. Poco dopo venne fortificata la città. In questo periodo non c'era alcuna formale divisione dell'isola tra inglesi e francesi, tuttavia le relazioni tra gli abitanti erano buone, tranne nei periodi di guerra. Nel 1687 apparirono anche a Plaisance le prime truppe regolari a presidio della colonia.
Nel 1687 risiedevano nella parte francese 663 persone, delle quali 256 a Plaisance. Il resto della popolazione era stanziato in piccolissimi villaggi lungo la costa. Durante i mesi estivi, quando c'era abbondanza di pesce, la popolazione francese si ingrandiva: era formata da pescatori che risiedevano temporaneamente a Plaisance, per tornate in Francia nel mese di settembre. I pescatori francesi installati a Terranova erano di origine basca, bretone, normanna, dell'Aunis e del Saintonge. Tutta l'economia della colonia era riposta sulla pesca.

## La rivalità franco-inglese
Sia la Francia sia l'Inghilterra avevano l'interesse di sfruttare la pesca del merluzzo a Terranova, così i due regni erano sempre in guerra per il controllo di questo lucrativo commercio. Verso la fine del Seicento apparirono anche i corsari a Terranova. In pochi anni i corsari francesi catturarono una sessantina di navi mercantili inglesi. D'altra parte esistevano anche i corsari inglesi, che tentarono di saccheggiare per due volte Plaisance. Durante l'inverno 1696-97 duecento miliziani comandati da Pierre Le Moyne d'Iberville saccheggiarono la parte inglese dell'isola. Per qualche mese tutta l'isola di Terranova, salvo Bonavista e Carbonear, era sotto la dominazione francese e Pierre le Moyne sperava di diventarne governatore. All'improvviso Versailles ordinò a Pierre Le Moyne di recarsi in Louisiana. Il Trattato di Ryswick restituì la parte settentrionale di Terranova all'Inghilterra.
Nel 1707 gli inglesi attaccarono l'isola di Saint-Pierre. Nel 1709 Joseph de Monbeton de Brouillan riuscì a conquistare Saint John, ma Versailles ordinò di abbandonare la conquista. Nel 1711 la marina militare inglese tentò di conquistare Plaisance, ma il piccolo villaggio riuscì a resistere.
Con il Trattato di Utrecht del 1713 la Francia cedette la sua parte di Terranova al regno di Gran Bretagna. Plaisance venne rifondata con il nome di Placentia. La maggior parte dei coloni ritornò in Francia, alcuni si rifugiarono nell'isola del Capo Bretone, mentre altri ancora vennero deportati in Inghilterra e in Nuova Inghilterra. I pochissimi francesi rimasti a Terranova dovettero giurare fedeltà alla corona britannica.
Rassegnandosi di perdere la colonia di Plaisance, i francesi dovettero rinunciare al controllo dell'estuario del San Lorenzo, esponendo il Canada e l'Acadia agli attacchi inglesi. La Francia riuscì a mantenere a lungo il diritto di pesca nelle acque di Terranova.
Nel Duemila restano poche vestigia dell'antica dominazione francese su Terranova: sono principalmente toponimi di alcune cittadine della costa.